# Tetri Giorgi

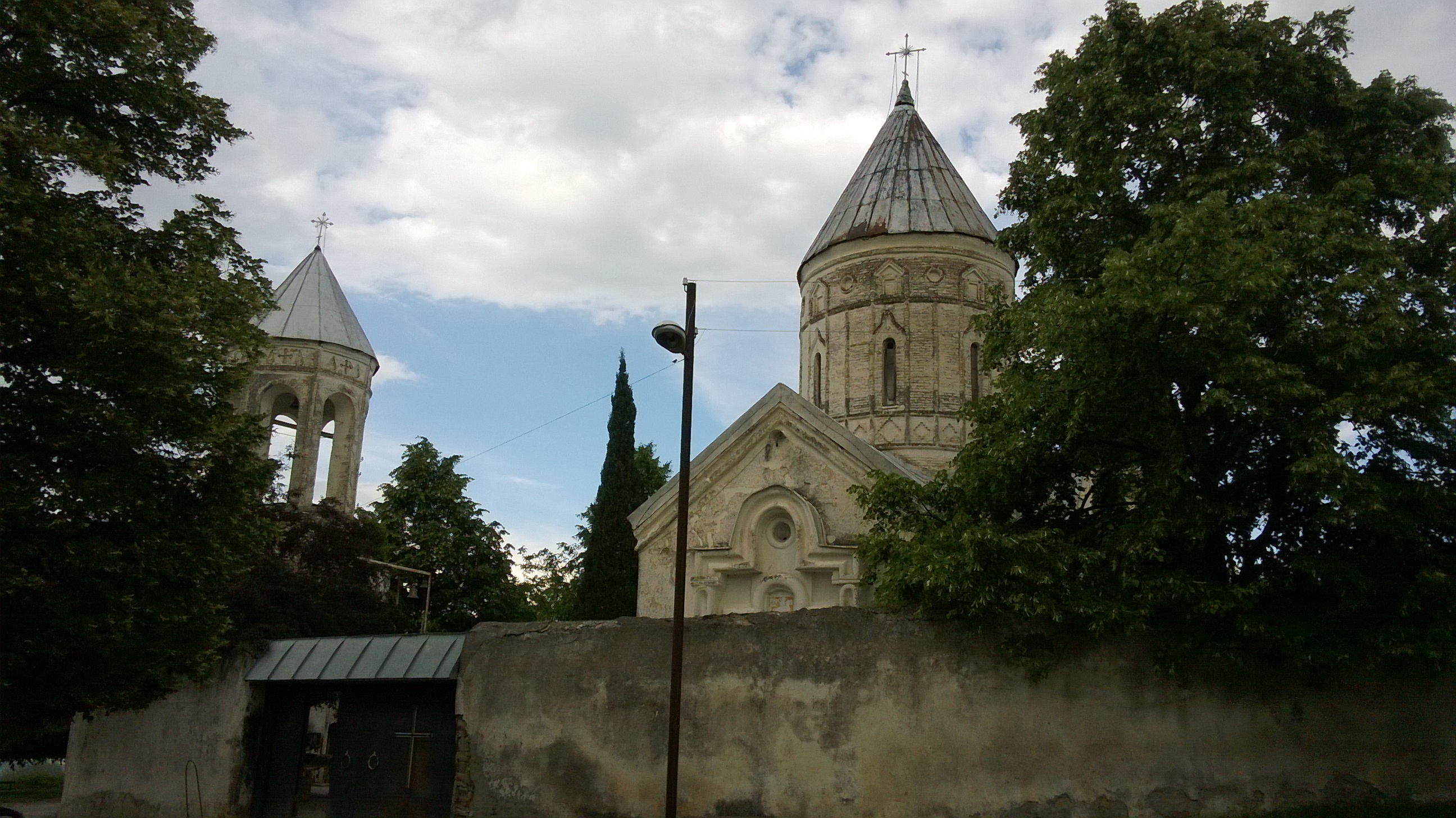
L'église Tetri Giorgi près du monastère Alaverdi à Akhmeta, Géorgie.

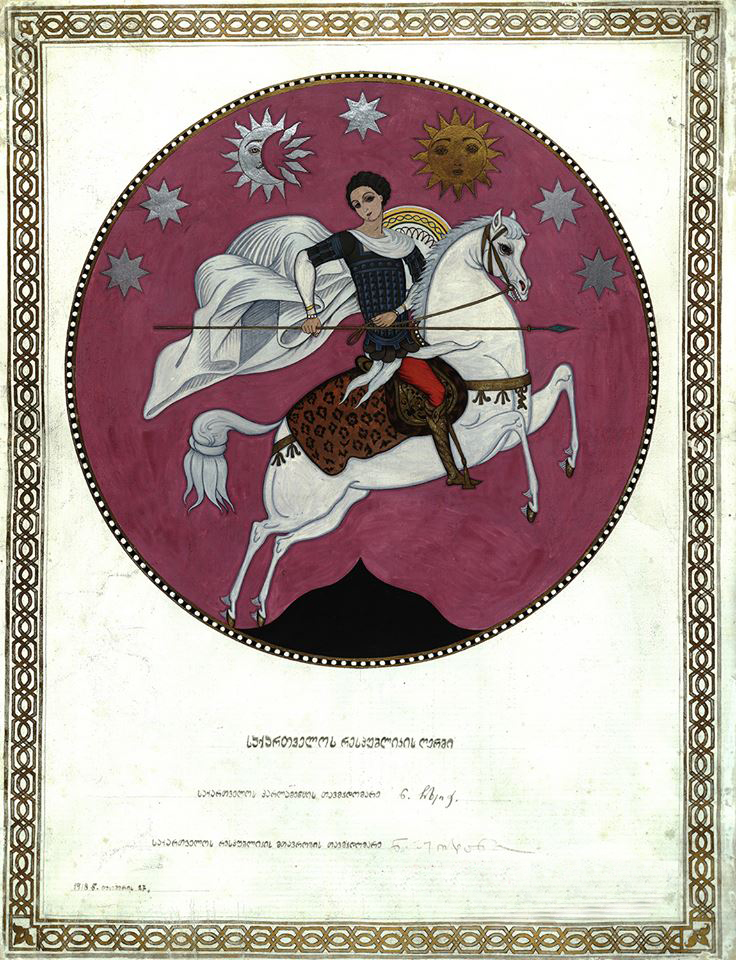
Tetri Giorgi et les sept célestes - conception de 1918 de l'emblème de la République démocratique de Géorgie.

Tetri Giorgi (en géorgien : თეთრი გიორგი, "Georges blanc") est l'un des noms locaux de Saint Georges en Géorgie, en particulier dans les districts des hautes terres du nord-est du pays.
Tetri Giorgi a été utilisé comme symbole national, dans le cadre des armoiries de la Géorgie dans les années 1918-1921 et 1991-2004. Le nom de Tetri Giorgi a également été adopté par plusieurs organisations politiques et apolitiques, notamment par un groupe d'émigrés géorgiens antisoviétiques en Europe et une unité paramilitaire des années 1990.

## Histoire
Saint Georges est vénéré en Géorgie depuis la fin de l'Antiquité. L'exonyme Géorgie a a été appliqué au pays à partir du XIe ou XIIe siècle, probablement par une fausse étymologie, mais inspiré par la grande popularité du saint dans la région,.
Le culte de Tetri Giorgi est associé à la Kakhétie en particulier. Il est syncrétique, combinant le saint chrétien avec le culte d'une divinité lunaire locale.
Une fête de Tetri Giorgi (tétrigiorgoba) séparée de la fête du saint chrétien était autrefois célébrée chaque année le 14 août, et de nombreux pèlerins des provinces de l'est de la Géorgie assistaient à une fête d'une nuit au sanctuaire principal du saint — une église du XIVe siècle surplombant le village d'Atsquri dans l'actuelle municipalité d'Akhmeta, Kakheti.

## En héraldique

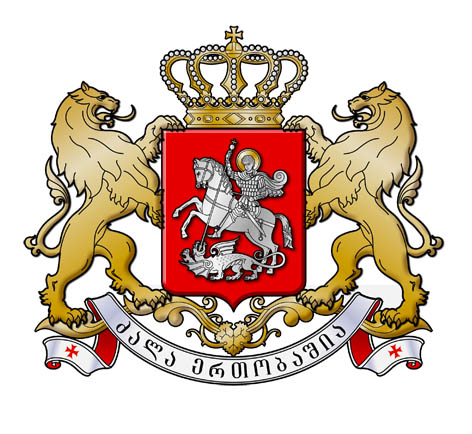
Armoirie actuelle de Géorgie

En mai 1918, la République démocratique de Géorgie — nouvellement indépendante de l'Empire russe — choisit la représentation équestre de Tetri Giorgi comme pièce maîtresse de ses armoiries. Mais l'image est rendue plus laïque car son symbolisme chrétien est défavorisé par le gouvernement social-démocrate de Géorgie, se souvient Revaz Gabashvili, un critique du gouvernement géorgien contemporain. Dans cette conception, Tetri Giorgi est représenté comme un cavalier armé sous une représentation des « sept célestes » (les sept planètes classiques).
Ces armoiries ont été utilisées jusqu'à la prise de contrôle soviétique en 1921 et à nouveau en Géorgie post-soviétique de 1991 à 2004.
La république de Géorgie crée, en octobre 2004, ces armoiries actuelles avec Tetri Giorgi au centre, à la suite de l'adoption des versions actuelles de son hymne national et son drapeau.